# Blankey Jet City 1991-1995
『BLANKEY JET CITY 1991-1995』は、BLANKEY JET CITY3作目のベスト・アルバム。2000年10月25日に東芝EMIからリリースされた。
ポリドール在籍時のベスト『Blankey Jet City 1997-2000』と同時発売。

## 収録曲
1. PUNKY BAD HIP
2. 冬のセーター
  - 3rdシングル。
3. D.I.J.のピストル
4. Sweet Milk Shake
5. ライラック
6. クリスマスと黒いブーツ
  - 3rdシングル「冬のセーター」のC/W曲。
7. ディズニーランドへ
8. いちご水
  - 5thシングル「風になるまで」のC/W曲、アルバム初収録。
9. ハイヒール
  - 未発表曲
10. RAIN DOG
11. 3104丁目のDANCE HALLに足を向けろ
12. くちづけ
  - 7thシングル。
13. Romance
14. 綺麗な首飾り
15. 幸せの鐘が鳴り響き僕はただ悲しいふりをする
16. Purple Jelly
17. フレッシュ
  - 未発表曲